# 珠峰飞蓬
珠峰飞蓬（学名：Erigeron himalajensis）为菊科飞蓬属的植物。分布于阿富汗以及中国大陆的西藏、云南、四川等地，生长于海拔2,000米至3,600米的地区，多生在泥石流冲积扇和林缘，目前尚未由人工引种栽培。